# 세이자

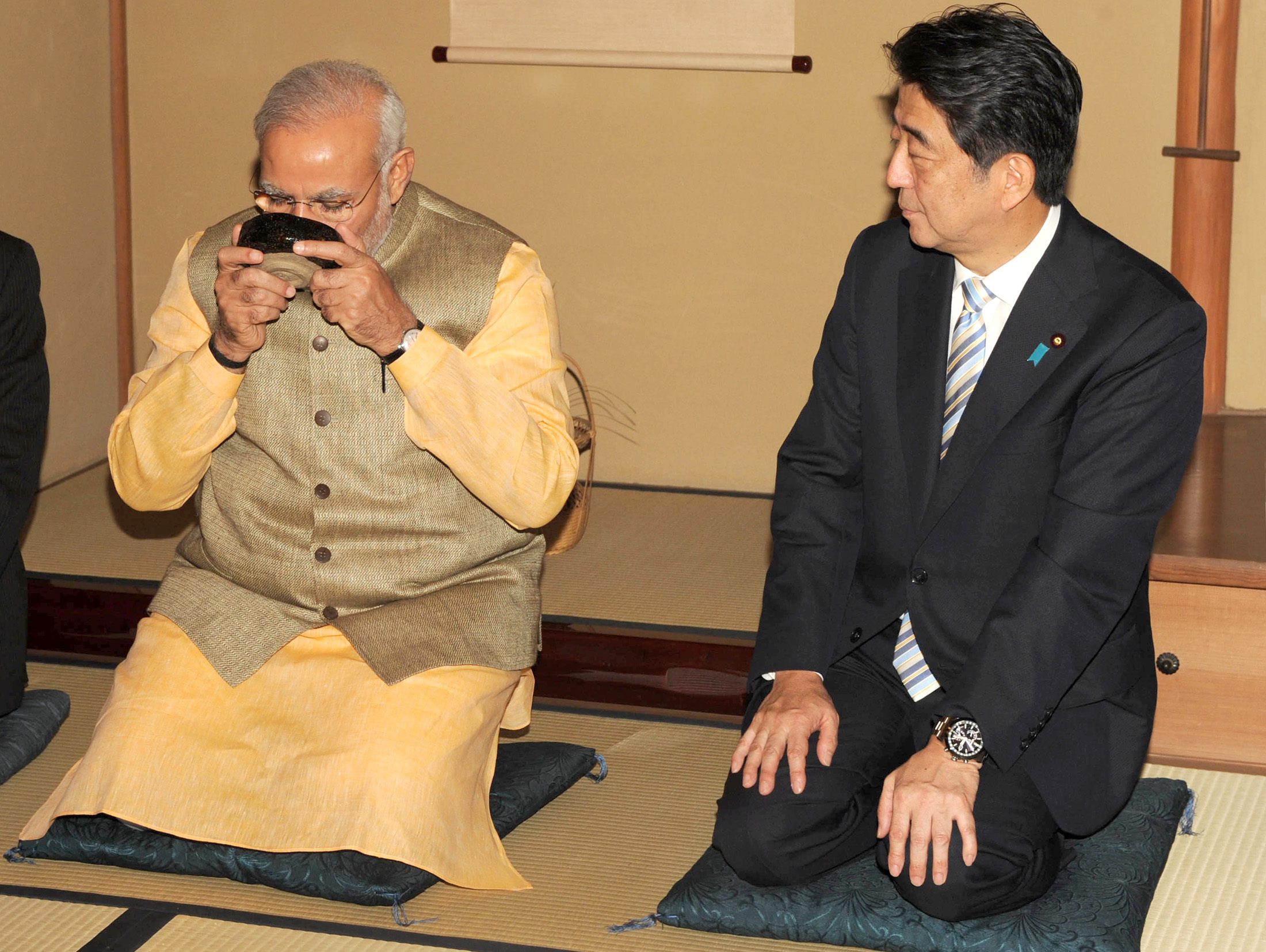
나렌드라 모디 (인도 총리)와 아베 신조 (일본 총리)가 다도 중 세이자로 앉아 있다.

세이자(일본어: 正座→정좌)는 일본의 전통적인 앉는 방식이다. 무릎을 꿇은 자세로 특정한 위치와 자세를 취하여 특히 연장자에게 존경심을 표한다. 에도 시대의 사무라이들 사이에서 발전했으며 나중에 대중에게 널리 퍼졌다.  